# Wheatland (Manitoba)
Pour les articles homonymes, voir Wheatland.
Wheatland est une communauté non incorporée du Manitoba située dans l'ouest de la province et faisant partie de la municipalité rurale de Daly.

## Référence
- Profil de la municipalité de Hamiota - Statistiques Canada
- (en) Profil de la communauté